# Паоло Табанеллі
Паоло Табанеллі (італ. Paolo Tabanelli, 16 серпня 1915, Фаенца — 20 жовтня 2000, Генуя) — італійський футболіст, що грав на позиції півзахисника. По завершенні ігрової кар'єри — тренер.

## Ігрова кар'єра
У дорослому футболі дебютував 1932 року виступами за аматорську команду «Фаенца», в якій провів два сезони, після чого також на рівні аматорів протягом 1934—1937 років захищав кольори клубу «Баракка Луго».
1937 року Табанеллі перейшов в «Удінезе», у складі якого дебютував на професійному рівні у Серії С, а у 1939 році пробився з командою до Серії В. Загалом відіграв за команду з Удіне  три сезони своєї ігрової кар'єри. Більшість часу, проведеного у складі «Удінезе», був основним гравцем команди і одним з головних бомбардирів команди, маючи середню результативність на рівні 0,48 голу за гру першості.
1940 року уклав контракт з «Аталантою», у складі якої дебютував у Серії А, де провів наступні три роки своєї кар'єри гравця до початку бойових дій на території Італії. Після цього протягом 1944 року знову захищав кольори «Фаенци» у військовому чемпіонаті.
1945 року, після закінчення війни, повернувся в «Аталанту». Цього разу три сезони захищав кольори команди, зігравши загалом за увесь час за клуб 138 матчів.
Завершив професійну ігрову кар'єру у клубі Серії С «Баракка Луго», у складі якого вже виступав раніше. Вдруге Табанеллі прийшов до команди 1948 року у статусі граючого тренера і захищав її кольори до припинення виступів на професійному рівні у 1949 році.

## Кар'єра тренера
Розпочав тренерську кар'єру у Серії С, де тренував клуби «Баракка Луго», «Понте Сан П'єтро» та «Парма».
1951 року став головним тренером клубу «Сампдорія», з яким протягом трьох сезонів працював у Серії А (частину сезону 1954/55 провів у тандемі з угорцем Лайошем Цейзлером), займаючи з командою 8, 9 і 6 місця відповідно.
1956 року прийняв пропозицію попрацювати у іншому клубі Серії А СПАЛі. Залишив феррарський клуб 1958 року, після чого протягом двох років був головним тренером іншої команди вищого дивізіону «Барі».
У частині сезону 1960/61 допомагав Леонардо Костальйолі з клубом Серії В «Фоджею», з яким пропрацював до 1961 року.
Влітку 1962 року очолив тренерський штаб «Аталанти», з якою в першому ж сезоні виграв Кубок Італії, здолавши у фіналі «Торіно» (3:1).
Наприкінці 1963 року знову став головним тренером «Барі», але не врятував команду з однойменного міста від вильоту з Серії А. Тим не менш покинув клуб лише у березні 1965 року після ряду невдалих результатів у другому дивізіоні.
1 лютого 1967 року очолив тренерський штаб клубу «Дженоа». 1 березня у домашньому матчі чемпіонату зумів перемогти «Сампдорію» 1:0, ставши першим і єдиним тренером, якому вдавалося виграти «Ліхтарне дербі» з обома командами. По завершенні сезону покинув клуб.
Перед сезоном 1967/68 року вдруге прийняв пропозицію попрацювати у «Аталанті», проте залишив бергамський клуб 14 квітня 1968 року після розгромної поразки від «Фіорентини» (0:3).
Останнім місцем тренерської роботи був клуб Серії С «Удінезе», головним тренером команди якого Паоло Табанеллі був з 1969 по 1971 рік.
Помер 20 жовтня 2000 року на 86-му році життя у місті Генуя.

## Титули і досягнення

### Як тренера
- Володар Кубка Італії (1):

«Аталанта»: 1962–63